# Peter Mikkelsen

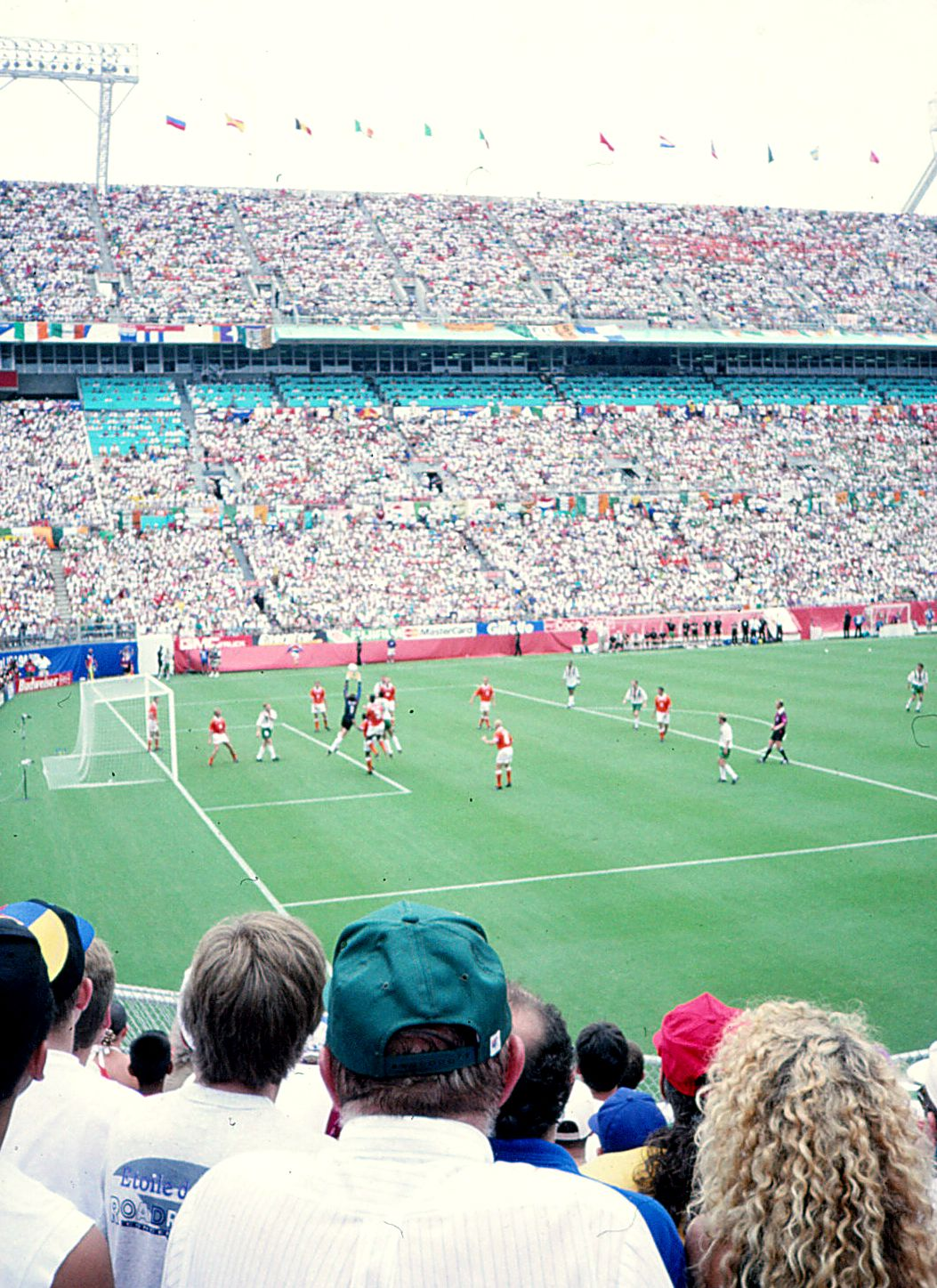
Peter Mikkelsen az 1994-es vb-n (Orlando, Florida)

Peter Mikkelsen (Amager, 1960. május 1. – 2019. január 30.) dán nemzetközi labdarúgó-játékvezető. Eredeti szakmáját tekintve diplomás testnevelő tanár. Később vállalatirányítási szakemberként a vállalati felső vezetőket képezte. Játékvezetői pályafutásának végétől az F-Group dán vállalatnál a humán erőforrás-osztályon (személyzeti munka) dolgozik.

## Pályafutása
Fiatal korában 1967–1978 között a helyi Fremad Amager csapatban kapus poszton játszott.1978–1980 között átigazolt a Balleruq IF egyesülete. Játékvezetésből 1975-ben Koppenhágában vizsgázott. A koppenhágai labdarúgó-szövetség által üzemeltetett bajnokságban kezdte szolgálatát. Az DBU Játékvezető Bizottságának (JB) minősítésével a Viasat Divisionen, majd  1985-től a Superligaen játékvezetője. Küldési gyakorlat szerint rendszeres partbírói, majd (1993-tól) 4. bírói szolgálatot is végzett. A kor elvárása szerint a küldés szerinti egyes számú partbíró játékvezetői sérülésnél átvette a mérkőzés irányítását. A nemzeti játékvezetéstől 1996-ban visszavonult.
Ars poeticája: " Nem szabad a játékvezetőt a pályán valamiféle despotának, mindenhatónak tekinteni. A bíróknak partnerként kell elfogadni a játékosokat, csak így érhetnek el célt. Ez az alapja annak, hogy a gyepen mindenki világszínvonalú teljesítményt nyújtson. A játékos és a játékvezető is"
A Dán labdarúgó-szövetség JB terjesztette fel nemzetközi játékvezetőnek, a Nemzetközi Labdarúgó-szövetség (FIFA) 1986-tól tartotta nyilván bírói keretében. A FIFA JB központi nyelvei közül az angolt, a franciát és a németet beszéli. Működésének kezdetén a világ legfiatalabb nemzetközi játékvezetője. UEFA JB besorolás szerint első kategóriás bíró. Több nemzetek közötti válogatott (Labdarúgó-világbajnokság, Labdarúgó-Európa-bajnokság), valamint Kupagyőztesek Európa-kupája, UEFA-kupa, Bajnokcsapatok Európa-kupája és UEFA-bajnokok ligája klubmérkőzést vezetett, vagy működő társának partbíróként, 1993-tól 4. bíróként segített. A dán nemzetközi játékvezetők rangsorában, a világbajnokság-Európa-bajnokság sorrendjében a 2. helyet foglalja el 22 találkozó szolgálatával. Az Európai Labdarúgó-szövetség (UEFA) által szervezett labdarúgó kupasorozatokban 1955–2007 között összesen 37 mérkőzést vezetett, amivel az 56–64. helyen áll. Európában a legtöbb válogatott mérkőzést vezetők rangsorában többed magával, 29 (1987. november 11.– 1997.október 29.) találkozóval tartják nyilván. Válogatott mérkőzések irányításával Dániában a 2. helyet foglalja el. A nemzetközi játékvezetéstől 1996-ban búcsúzott. Nemzetközi mérkőzéseinek száma: 67.
Az 1989-es U16-os labdarúgó-világbajnokságon a FIFA JB bíróként foglalkoztatta.
| Időpont          | Helyszín                     | Mérkőzés típusa              | Mérkőzés    | Eredmény | Nézők száma |
| ---------------- | ---------------------------- | ---------------------------- | ----------- | -------- | ----------- |
| 1989. június 12. | Fir Park Stadion, Motherwell | csoportmérkőzés (A. csoport) | Skócia–Kuba | 3 – 0    | 9000        |

Az 1990-es labdarúgó-világbajnokságon, az 1994-es labdarúgó-világbajnokságon valamint az 1998-as labdarúgó-világbajnokságon a FIFA JB bíróként alkalmazta. Selejtező mérkőzéseket az UEFA zónában irányított. 1990-ben 30 évesen a legfiatalabb játékvezetőként tevékenykedett. Kiváló játékvezetői/partbírói teljesítményének elismeréseként felmerült a neve a döntőt vezethető játékvezetők között, de végül a  döntő mérkőzés tartalék játékvezetőjének küldték. 1990-ben ha nem vezetett mérkőzést, akkor működő társának partbíróként segített. A kor elvárása szerint az egyes számú partbíró játékvezetői sérülésnél átvette a mérkőzés irányítását. Három mérkőzésre egyes, egy esetben 2. pozícióba kapott küldést. 1994-től a játékvezetőnek már nem kellett asszisztálni. Világbajnokságon vezetett mérkőzéseinek száma: 5 + 4 (partjelzés).
| Időpont              | Helyszín                                                  | Mérkőzés típusa                     | Mérkőzés                                              | Eredmény | Nézők száma |
| -------------------- | --------------------------------------------------------- | ----------------------------------- | ----------------------------------------------------- | -------- | ----------- |
| 1989. május 20.      | Ullevaal Stadion, Oslo                                    | (1990 vb) előselejtező (5. csoport) | Norvégia–Ciprus                                       | 3 – 1    | 10 271      |
| 1989. augusztus 23.  | Lehen Stadion, Salzburg                                   | (1990 vb) előselejtező (3. csoport) | Ausztria–Izland                                       | 2 – 1    | 16 000      |
| 1990. június 10.     | Giuseppe Meazza Stadion, Milánó                           | csoportmérkőzés (D. csoport)        | NSZK–Jugoszlávia                                      | 4 – 1    | 74 765      |
| 1990. június 26.     | Renato Dall’Ara Stadion, Bologna                          | egyik nyolcaddöntő                  | Anglia–Belgium                                        | 1 – 0    | 34 520      |
| 1992. október 14.    | Sant’Elia stadion, Cagliari                               | (1994 vb) előselejtező (1. csoport) | Olaszország–Svájc                                     | 2 – 2    | 26 216      |
| 1993. április 28.    | Wembley Stadion, London                                   | (1994 vb) előselejtező (2. csoport) | Angol labdarúgó-válogatott–Hollandia                  | 2 – 2    | 75 000      |
| 1993. május 23.      | Luzsnyiki Stadion, Moszkva                                | (1994 vb) előselejtező (5. csoport) | Oroszország–Görögország                               | 1 – 1    | 35 000      |
| 1993. november 17.   | Monumental Antonio Vespucio Liberti Stadion, Buenos Aires | (1994 vb) rájátszás                 | Argentína–Ausztrália                                  | 1 – 0    |             |
| 1994. június 17.     | Cotton Bowl Stadion, Dallas                               | csoportmérkőzés (C. csoport)        | Spanyolország–Dél-Korea                               | 2 – 2    | 56 247      |
| 1994. június 26.     | Stanford Stadion, Palo Alto                               | csoportmérkőzés (A. csoport)        | Svájci labdarúgó-válogatott–Kolumbia                  | 0 – 2    | 83 401      |
| 1994. július 4.      | Citrus Bowl Stadion, Orlando                              | egyik nyolcaddöntő                  | Holland labdarúgó-válogatott–Írország                 | 2 – 0    | 61 355      |
| 1997. június 8.      | Red Star Stadion, Belgrád                                 | (1998 vb) előselejtező (6. csoport) | Jugoszlávia–Szlovákia                                 | 2 – 0    | 22 044      |
| 1997. szeptember 10. | Signal Iduna Park, Dortmund                               | (1998 vb) előselejtező (9. csoport) | Német labdarúgó-válogatott–Örményország               | 4 – 0    | 43 000      |
| 1997. október 29.    | Dynamo Stadion, Moszkva                                   | (1998 vb) rájátszás                 | Orosz labdarúgó-válogatott–Olasz labdarúgó-válogatott | 1 – 1    | 15 000      |

Az 1987-es női labdarúgó-válogatottak európai tornájaán az UEFA JB játékvezetőként foglalkoztatta. Az első "igazi" nemzetközi fellépése.
| Időpont          | Helyszín                    | Mérkőzés típusa | Mérkőzés           | Eredmény | Nézők száma |
| ---------------- | --------------------------- | --------------- | ------------------ | -------- | ----------- |
| 1987. június 13. | Marienlyst Stadion, Drammen | bronzmérkőzés   | Olaszország–Anglia | 2 – 1    | 504         |

Az 1988-as U18-as labdarúgó-Európa-bajnokságon az UEFA JB bíróként foglalkoztatta.
Az 1988-as labdarúgó-Európa-bajnokságon, az 1992-es labdarúgó-Európa-bajnokságon illetve az 1996-os labdarúgó-Európa-bajnokságon az UEFA JB játékvezetőként foglalkoztatta. 1996-ban a tornára szokatlan súlyfelesleggel érkezett, így automatikusan lemaradt a döntő vezetéséről. 
| Időpont             | Helyszín                          | Mérkőzés típusa                     | Mérkőzés                                                  | Eredmény | Nézők száma |
| ------------------- | --------------------------------- | ----------------------------------- | --------------------------------------------------------- | -------- | ----------- |
| 1987. november 11.  | Windsor Park Stadion, Belfast     | (1988 eb) előselejtező (4. csoport) | Észak-Írország–Törökország                                | 1 – 0    | 3931        |
| 1991. szeptember 4. | Tehelné pole Stadion, Bratislava  | (1992 eb) előselejtező (1. csoport) | Csehszlovákia–Franciaország                               | 1 – 2    | 44 884      |
| 1991. november 20.  | Vaszil Levszki Stadion, Szófia    | (1992 eb) előselejtező (2. csoport) | Bulgária–Románia                                          | 1 – 1    | 27 744      |
| 1992. június 15.    | Nya Ullevi Stadion, Göteborg      | csoportmérkőzés (B. csoport)        | Holland labdarúgó-válogatott–FÁK                          | 0 – 0    | 34 400      |
| 1994. szeptember 7. | Tehelné pole Stadion, Pozsony     | (1996 eb) előselejtező (1. csoport) | Szlovák labdarúgó-válogatott–Francia labdarúgó-válogatott | 0 – 0    | 14 329      |
| 1994. november 13.  | Estádio da Luz Stadion, Lisszabon | (1996 eb) előselejtező (6. csoport) | Portugália–Osztrák labdarúgó-válogatott                   | 1 – 0    | 46 000      |
| 1995. augusztus 16. | Hampden Park Stadion, Glasgow     | (1996 eb) előselejtező (8. csoport) | Skócia–Görög labdarúgó-válogatott                         | 1 – 0    | 33 910      |
| 1996. június 13.    | St James’ Park, Newcastle         | csoportmérkőzés (B. csoport)        | Bolgár labdarúgó-válogatott–Román labdarúgó-válogatott    | 1 – 0    | 19 107      |

1998-tól a FIFA JB tagja, instruktor, nemzetközi ellenőr.
A második nemzetközi játékvezető akit legalább kétszer választottak meg a világ legjobb játékvezetőjének (1991-ben és 1993-ban). Szakmai tevékenységének elismeréseként úgy kapta az elismeréseket, hogy egyetlen nagy döntőt sem vezetett, megfelelő alázattal szolgálta a labdarúgó sportágat. Az IFFHS (International Federation of Football History & Statistics) 1987-2011 évadokról tartott nemzetközi szavazásán 151, játékvezető besorolásával minden idők 4, legjobb bírójának rangsorolta. A 2008-as szavazáshoz képest egy pozíciót hátrább lépett.

## Külső hivatkozások
- Peter Mikkelsen. World Referee. (Hozzáférés: 2014. július 8.)[halott link]
- Peter Mikkelsen. footballzz.com. (Hozzáférés: 2014. július 8.)
- Peter Mikkelsen. footballdatabase.eu. (Hozzáférés: 2014. július 8.)
- Peter Mikkelsen. scoreshelf.com. [2016. január 4-i dátummal az eredetiből archiválva]. (Hozzáférés: 2014. július 8.)
- Peter Mikkelsen. eu-football.info. (Hozzáférés: 2014. július 8.)
- Peter Mikkelsen. weltfussball.de. (Hozzáférés: 2014. július 8.)
- IFFHS. forum.kooora.com. (Hozzáférés: 2016. szeptember 6.)
- UEFA mérkőzések száma. rsssf.com. (Hozzáférés: 2016. szeptember 6.)
- Peter Mikkelsen. fifa.com. [2016. augusztus 31-i dátummal az eredetiből archiválva]. (Hozzáférés: 2016. szeptember 6.)
- Peter Mikkelsen. fifa.com. [2015. szeptember 5-i dátummal az eredetiből archiválva]. (Hozzáférés: 2016. szeptember 6.)

| Elődje: Kim Milton Nielsen (3) | IFFHS világrangsor 1987–2011 (4) | Utódja: Óscar Ruiz (5) |